# Tsunematsu Matsui
Tsunematsu Matsui (japanisch 松井 常松; eigentlich Koji Matsui, japanisch 松井 恒二; * 8. September 1960 in Takasaki) ist ein japanischer Musiker.

## Frühe Jahre
Koji Matsui wurde am 8. September 1960 in der Industriestadt Takasaki auf der japanischen Hauptinsel Honshū geboren.

## Karriere
1978 gründete Matsui mit seinem Klassenkameraden Kyōsuke Himuro die Rockband Death Penalty. Die Band gewann einen regionalen Musikwettbewerb und zog nach Tokio um, löste sich dort aber um 1979 herum auf. Bassist Matsui trat 1980 der Band des Singer-Songwriters Tetsurō Oda bei, während Sänger Himuro eine Gruppe namens Spinach Power gründete.
1981 fanden die beiden wieder zusammen: Gemeinsam mit dem Gitarristen Atsushi Moroboshi (Death Penalty), dem Gitarristen Tomoyasu Hotei (Blue Film), dem Saxophonisten Kuniaki Fukuzawa (Blue Film) und dem Schlagzeuger Mamoru Kimura (Spinach Power) gründeten sie die Band Boøwy, die anfangs dem Punk verhaftet war, sich aber bald dem Rock und Pop zuwandte. Matsui legte sich dabei den Vornamen Tsunematsu (japanisch 恒松) zu, im Japanischen eigentlich ein Nachname, auf Deutsch etwa „beständige Kiefer“. Mit Boøwy trat Matsui erstmals live auf. Die Band brachte sechs Alben heraus; mit dem fünften Album Beat Emotion erreichten sie 1986 Position 1 der japanischen Charts. Im Dezember 1987 kündigte die Band ihre Auflösung wegen interner Differenzen auf. Eine Abschlusstournee mündete in das letzte Konzert im Tokyo Dome im April 1988, das ausschnittsweise einen Monat später als Livealbum Last Gigs veröffentlicht wurde. In den folgenden Monaten unterstützte Matsui seinen ehemaligen, nun solo auftretenden Bandkollegen Tomoyasu Hotei sowie dessen Ehefrau, die Sängerin Kumiko Yamashita, bei Livekonzerten.
Im November 1988 begann Tsunematsu Matsui seine Solokarriere. Für sein erstes Soloalbum Song of Joy engagierte er die Bel-Canto-Sängerin Anneli Drecker für die Gesangsparts und den Boøwy-Produzenten Masahide Sakuma für einige Gitarrenparts.
1990 begleitete er Hiroyuki Hanada, Gitarrist der Rockband The Roosters, auf dessen Solotournee. Auf Hanadas im gleichen Jahr erschienenen Album Riff Rough spielte Matsui die Bass-Parts ein. 1993 trat er anlässlich der Veröffentlichung seines Albums あの頃僕らは erstmals seit dem Ende von Boøwy wieder live auf. Zum Album schrieb Matsui ein gleichnamiges Buch, das im Dezember 1993 von Sony Magazines veröffentlicht wurde.

## Stil und Rezeption
Sputnikmusic urteilte, dass Matsui im Gegensatz zu seinen ehemaligen Boøwy-Kollegen, die sich in Richtung Popmusik entwickelt hätten, eher experimentelle und atmosphärische Klänge anschlüge und darüber hinaus im Gothic-Genre wildere. In der Konsequenz sei ihm der kommerzielle Erfolg seiner ehemaligen Kollegen Kyōsuke Himuro und Tomoyasu Hotei verwehrt geblieben, er habe sich aber eine loyale Anhängerschaft aufgebaut, die ihn kultartig verehre.

## Diskografie (Auswahl)
Solo
- 1989: Song of Joy (Crammed Discs)
- 1992: 月下氷人 (Eastworld)
- 1993: あの頃僕らは (Eastworld)
- 1994: Glacier (Eastworld)
- 1996: Heaven (Eastworld)
- 1998: Bye Bye Extremer (Toshiba EMI)
- 2009: Rave On (Toshiba EMI)

mit Tetsuro Oda & 9th Image
- 1980: Day and Night (See･Saw)

mit Boøwy
- 1982: Moral (Invitation)
- 1983: Instant Love (Japan Record)
- 1985: Boøwy (Eastworld)
- 1986: Beat Emotion (Eastworld)
- 1986: Just a Hero (Eastworld)
- 1987: Psychopath (Eastworld)
- 1988: Last Gigs (Livealbum, Eastworld)

## Bücher
- 1993: あの頃 僕らは (Sony Magazines, ISBN 4789708500)
- 2009: 記憶 (Tokuma Shoten, ISBN 9784198628260)